# Ligne de tramway 85/86
 (mars 2021).
La mise en forme du texte ne suit pas les recommandations de Wikipédia : il faut le « wikifier ».
Les points d'amélioration suivants sont les cas les plus fréquents. Le détail des points à revoir est peut-être précisé sur la page de discussion.
- Les titres sont pré-formatés par le logiciel. Ils ne sont ni en capitales, ni en gras.
- Le texte ne doit pas être écrit en capitales (les noms de famille non plus), ni en gras, ni en italique, ni en « petit »…
- Le gras n'est utilisé que pour surligner le titre de l'article dans l'introduction, une seule fois.
- L'italique est rarement utilisé : mots en langue étrangère, titres d'œuvres, noms de bateaux, etc.
- Les citations ne sont pas en italique mais en corps de texte normal. Elles sont entourées par des guillemets français : « et ».
- Les listes à puces sont à éviter, des paragraphes rédigés étant largement préférés. Les tableaux sont à réserver à la présentation de données structurées (résultats, etc.).
- Les appels de note de bas de page (petits chiffres en exposant, introduits par l'outil «  Source ») sont à placer entre la fin de phrase et le point final[comme ça].
- Les liens internes (vers d'autres articles de Wikipédia) sont à choisir avec parcimonie. Créez des liens vers des articles approfondissant le sujet. Les termes génériques sans rapport avec le sujet sont à éviter, ainsi que les répétitions de liens vers un même terme.
- Les liens externes sont à placer uniquement dans une section « Liens externes », à la fin de l'article. Ces liens sont à choisir avec parcimonie suivant les règles définies. Si un lien sert de source à l'article, son insertion dans le texte est à faire par les notes de bas de page.
- La présentation des références doit suivre les conventions bibliographiques. Il est recommandé d'utiliser les modèles {{Ouvrage}}, {{Chapitre}}, {{Article}}, {{Lien web}} et/ou {{Bibliographie}}. Le mode d'édition visuel peut mettre en forme automatiquement les références.
- Insérer une infobox (cadre d'informations à droite) n'est pas obligatoire pour parachever la mise en page.

Pour une aide détaillée, merci de consulter Aide:Wikification.
Si vous pensez que ces points ont été résolus, vous pouvez retirer ce bandeau et améliorer la mise en forme d'un autre article.
Pour les articles homonymes, voir Ligne 85 et Ligne 86.
La ligne 85/86 également appelée première boucle de Jumet est une ancienne ligne du tramway vicinal de Charleroi de la Société nationale des chemins de fer vicinaux (SNCV) exploitée entre 1935 et 1982.

## Histoire
Indices : 85/86 (44,45), tableaux : 1958 903
20 juillet 1935 : mise en service d'une seconde boucle depuis la prison de Charleroi en suivant l'itinéraire de la ligne 65/66 mais en suivant la ligne 74 jusqu'à Dampremy Route de Gosselies puis sur une nouvelle section entre ce lieu et Jumet Gohyssart par le quartier de Marchienne-Docherie (capital 139) ; exploitation par la SNCV.
1938 : terminus déplacé de Charleroi Prison à Charleroi Sud.
1940 : suppression, service repris par les lignes 41 et 66.
1945 : remise en service ; service de renfort sous l'indice 44 entre Charleroi Eden et Jumet Gohyssart.
27 juillet 1955 : suppression de la section Dampremy Route de Gosselies - Marchienne-au-Pont Fond Beghin et déviation le long du canal ; service partiel 45 Charleroi Sud - Jumet Gohyssart.
8 août 1968 : terminus reporté de Charleroi Sud à Charleroi Prison.
22 juin 1976 : déviation par la section Sud - Villette du métro léger, terminus reporté de la Prison à Charleroi Sud.
30 juin 1980 : déviation par la section Villette - Piges du métro léger.
23 mai 1982 : suppression.

## Exploitation

### Horaires
Tableaux : 903 (1958), numéro partagé avec la ligne 65/66 (seconde boucle de Jumet).

## Matériel roulant

### Automotrices électriques
- type BLC ;
- PCC ;
- type S, SM et SJ ;
- Standard.

### Remorques
- type BLC ;